# Chroberz

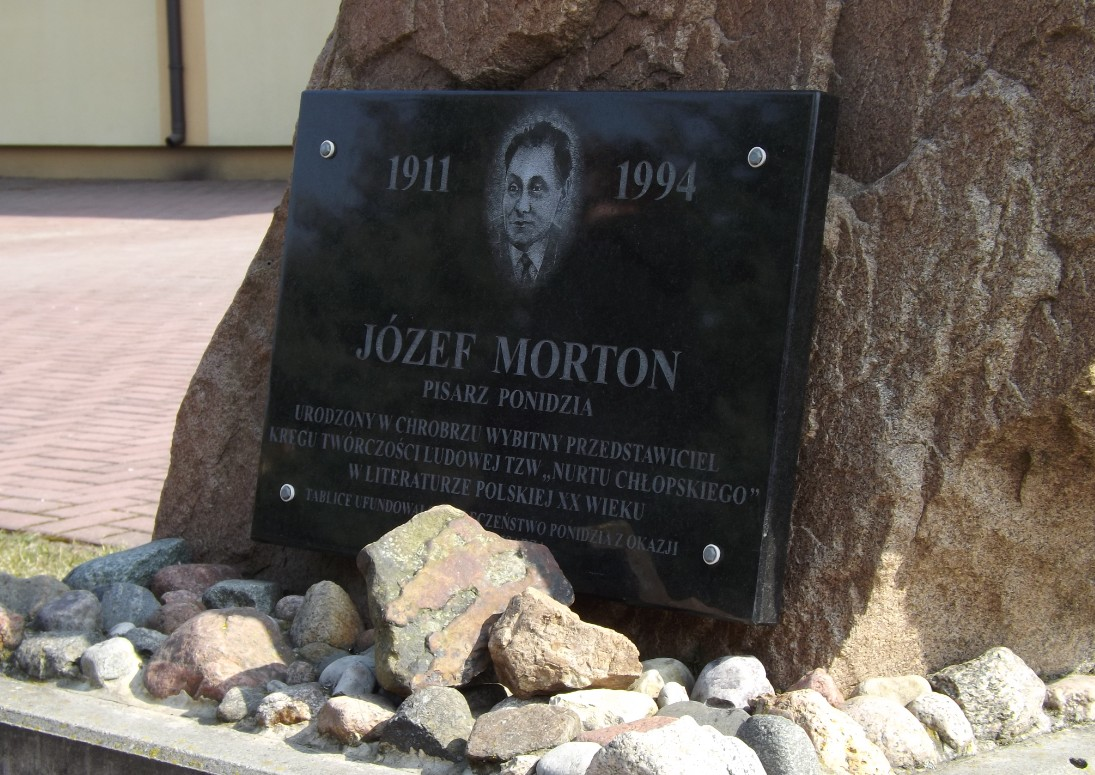
Tablica pamiątkowa poświęcona urodzonemu w Chrobrzu Józefowi Mortonowi umieszczona na głazie przed szkołą

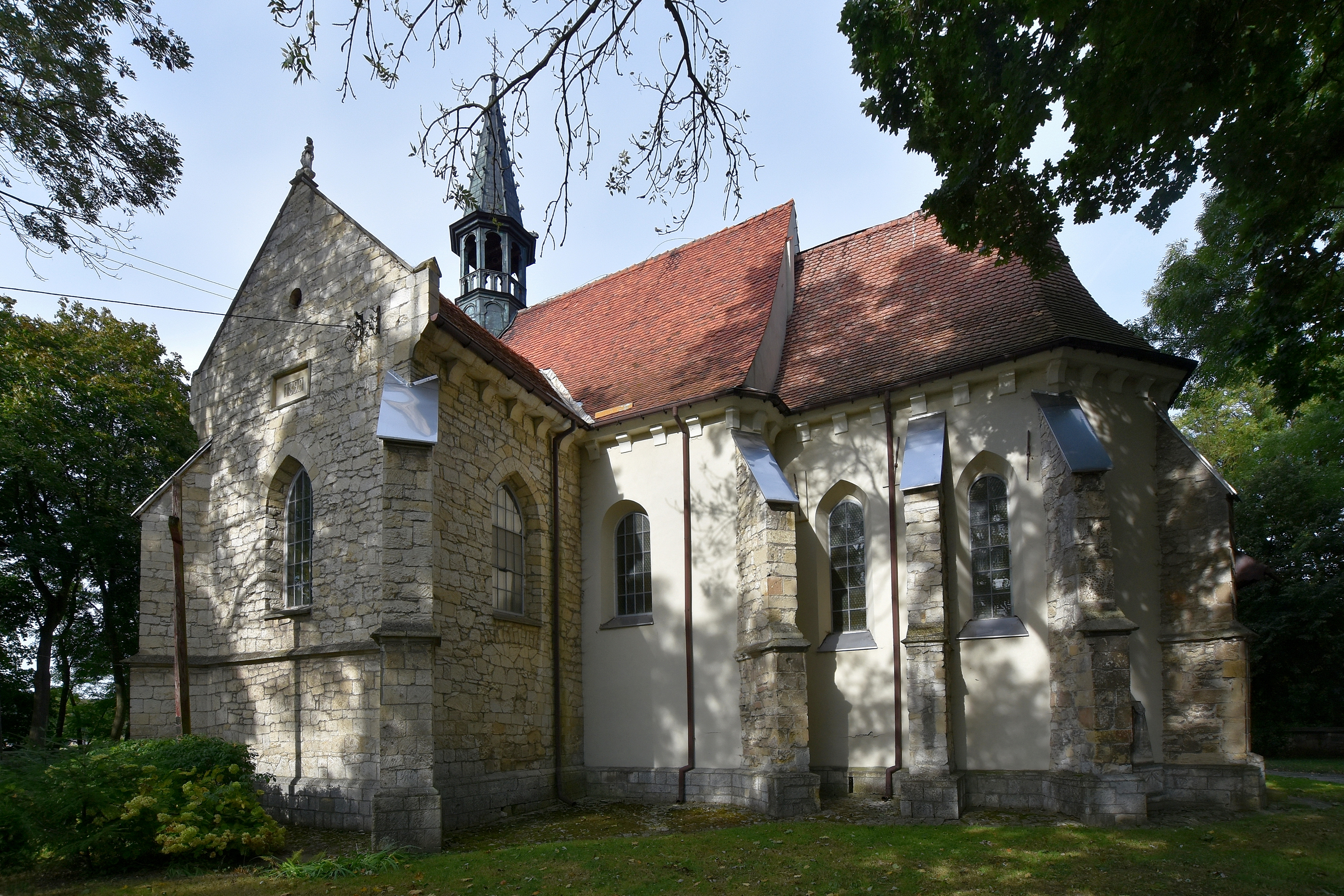
Kościół pw. Wniebowzięcia NMP

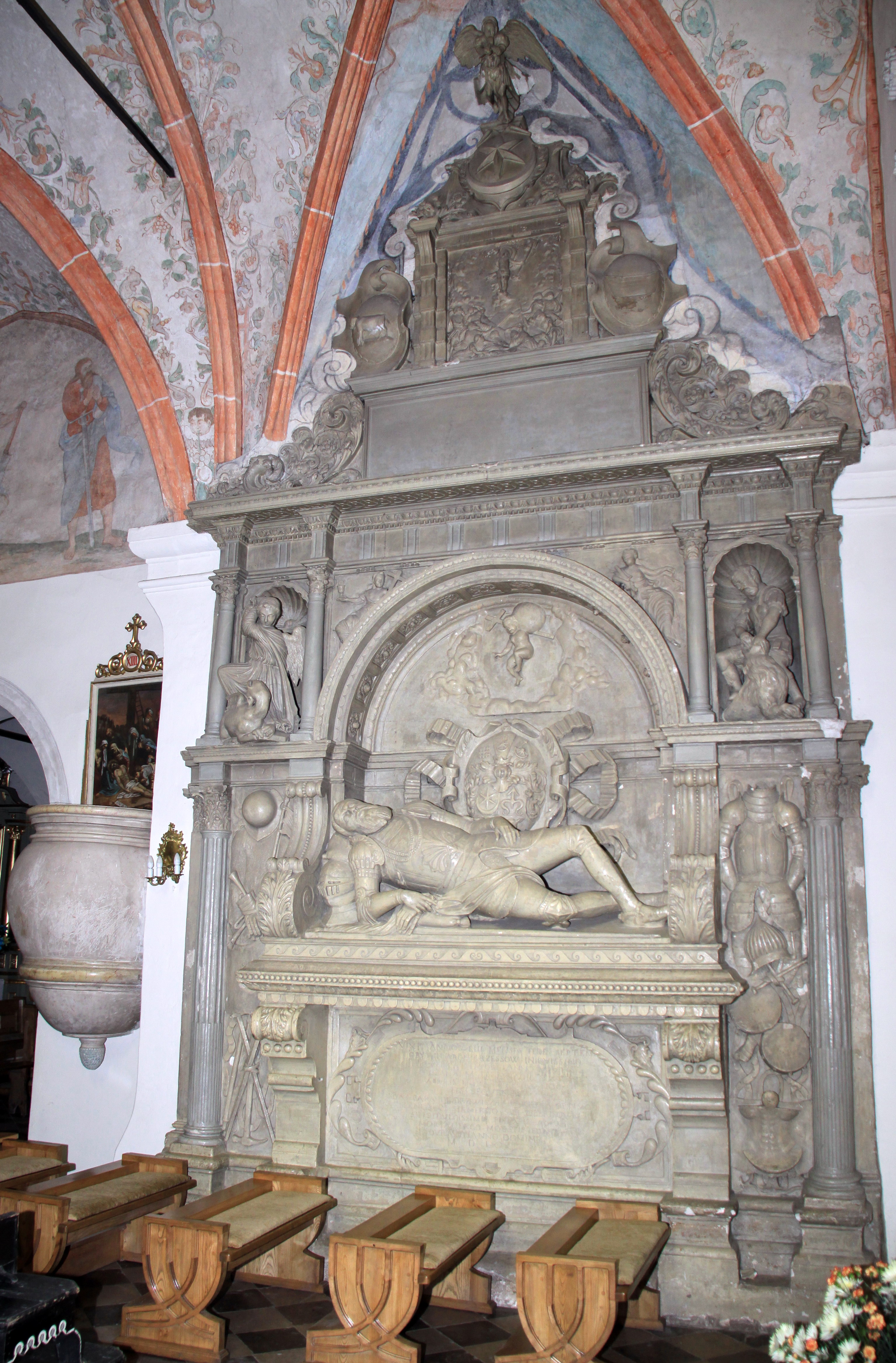
Nagrobek Stanisława Tarnowskiego w nawie chroberskiego kościoła

Chroberz – wieś w Polsce, położona w województwie świętokrzyskim, w powiecie pińczowskim, w gminie Złota.
Do 1954 roku siedziba gminy Chroberz. W latach 1954–1972 wieś należała i była siedzibą władz gromady Chroberz. W latach 1975–1998 wieś administracyjnie należała do województwa kieleckiego.

## Nazwa
Miejscowość ma metrykę średniowieczną i notowana jest od XII wieku. Po raz pierwszy wymieniona została w 1153 jako Chrober, 1244 Hrober, 1250 Chrober, 1317 in Chroberz, 1371 Chrobesz, 1470-80 Chroberz, 1508 Chroberz, 1787 Chroberz, 1880 Chroberz. Nazwa wsi pochodzi od nazwy osobowej Chrobry, która w staropolszczyźnie (chrobry, chabry, chrabry) oznacza dzielny.

## Części wsi
| SIMC    | Nazwa          | Rodzaj    |
| ------- | -------------- | --------- |
| 0280264 | Bobrowa        | część wsi |
| 0280270 | Gliniki        | część wsi |
| 0280287 | Olszyk         | część wsi |
| 0280293 | Pod Cmentarzem | część wsi |
| 0280301 | Pod Markiem    | część wsi |
| 0280318 | Podkościół     | część wsi |
| 0280324 | Ulica          | część wsi |
| 0280330 | Zamczysko      | część wsi |

## Historia
Według tradycji nazwa miejscowości pochodzi od Bolesława Chrobrego, który wracając z wyprawy kijowskiej wzniósł tu obronny zamek i założył parafię. W 1290 r. na zamku w Chrobrzu przebywał królewicz węgierski Andrzej. W Chrobrzu zatrzymał się też król Kazimierz Wielki, który leczył się po wypadku, odniesionym w czasie polowania, w lasach przedborskich. W XIII-XIV wieku odbywały się tu wiece. Wieś była własnością kolejno rodów Tęczyńskich i Tarnowskich. W XVII w. należała do ordynacji pińczowskiej Myszkowskich. Gdy na początku XIX w., ostatni ordynaci, Wielopolscy, by spłacić długi, sprzedali Pińczów wraz z częścią dóbr ziemskich Ordynacji, głównym jej ośrodkiem stał się Chroberz.
W okresie powstania styczniowego w pałacu Wielopolskich stacjonowały oddziały Mariana Langiewicza. 17 marca 1863 r. powstańcy stoczyli tu bitwę z Rosjanami.
W latach I wojny światowej w dworze stacjonowało m.in. dowództwo 46 Dywizji Piechoty armii austro-węgierskiej.
W latach 1943–1944 znajdował się tu hitlerowski posterunek policji. Stacjonujący w Chrobrzu policjanci zamordowali w tym czasie przeszło 100 osób.
Jesienią 1944 r. do Chrobrza przeniósł się pluton SS von Eupena z Młodzaw i urządził sobie własny „Stützpunkt w gospodarstwie Edmunda Wojtasika [...] Głównym zadaniem tego oddziału SS było nadzorowanie i mobilizowanie do kopania rowów wszystkich zdolnych do pracy mieszkańców wsi nadnidziańskich, włącznie z kobietami i młodzieżą od wczesnych godzin rannych aż do wieczora. SS-mani egzekwowali te czynności z niezwykłą brutalnością, nie cofając się przed strzelaniem do ludzi w domach i na wykopach (ze wspomnień Gerarda Labudy). Oddział SS z komendantem obozu w Treblince SS-Hauptsturmführerem Theodore’em van Eupenem zjawił się w pałacu w Chrobrzu około 15 sierpnia  1944 roku i składał się z około 50 żołnierzy. Podlegał im niemiecki obóz pracy założony w Młodzawach Dużych. Żołnierze oddziału von Eupena maltretowali ludność polską przez bicie i szczucie psami, zwłaszcza tych, którzy ociągali się przy pracach ziemnych (z zeznań G Labudy złożonych w 1970).
W roku 2000 w Pałacu Wielopolskich w Chrobrzu, a także na terenie parku dworskiego, ekipa filmowa Filipa Bajona kręciła sceny do filmu „Przedwiośnie”.

## Urodzeni w Chrobrzu
- Michał Majda –  żołnierz II Brygady Legionów Polskich. Uczestnik szarży pod Rokitną.
- Józef Morton, pisarz i działacz ruchu ludowego autor m.in. powieści Spowiedź.
- Jan Wójcik – poseł na Sejm IV i V kadencji w II RP.

## Zabytki
- Kościół pw. Wniebowzięcia NMP, wybudowany w 1550 r. Ufundował go wojewoda sandomierski Stanisław Tarnowski. Jest to budowla jednonawowa z wielobocznie zamkniętym prezbiterium, do którego od strony północnej dobudowana jest zakrystia. Nad zakrystią znajduje się niewielki skarbiec. Do nawy od strony północnej przylega kaplica św. Jana Kantego wzniesiona w XVII w. W 1899 r. do nawy od strony południowej dobudowano kaplicę pw. Matki Boskiej Różańcowej. Sklepienie kościoła kolebkowe z lunetami. W nawie nałożono na nie żebra o układzie sieciowym, natomiast w prezbiterium o układzie krzyżowym. Na zwornikach umieszczone są płaskorzeźbione herby fundatorów. Wewnątrz świątyni znajdują się dwa monumentalne renesansowe nagrobki wykonane przez Jana Michałowicza z Urzędowa. W nawie kościoła znajduje się nagrobek fundatora Stanisława Tarnowskiego przedstawiający „śpiącą” postać zmarłego. Nagrobek zwieńczony jest płaskorzeźbą przedstawiającą Zmartwychwstanie oraz dmącym w trąbę aniołem. W prezbiterium znajduje się nagrobek proboszcza Zbigniewa Ziółkowskiego, z płaskorzeźbą przedstawiającą postać zmarłego. W zakrystii kościoła umieszczony jest manierystyczny lawaterz. Obok kościoła usytuowana jest drewniana dzwonnica z dachem krytym gontem.

Kościół wraz z dzwonnicą i kościelnym cmentarzem został wpisany do rejestru zabytków nieruchomych (nr rej.: A.664/1-3 z 10.11.1947 i z 21.06.1967).
- Zespół pałacowo-parkowy Wielopolskich z lat 1857–1860 z późnoklasycystycznym pałacem oraz parkiem i kaplicą (nr rej.: A.665/1-3 z 19.12.1957, z 29.01.1958 i z 21.06.1967)[11]. Jego fundatorem był XIII ordynat pińczowski, hrabia Aleksander Wielopolski. Pałac wzniesiono wg projektu Henryka Marconiego. Był wykorzystywany m.in. jako biblioteka, w której właściciel przechowywał zbiór książek własnych, jak i księgozbiór przejęty po Konstantym Świdzińskim (w latach 1855-1860)[12]. Współcześnie obiekt zajmowany jest przez Ośrodek Dziedzictwa Kulturowego Ponidzia i Tradycji Rolnej[13].

- Pozostałości zamku rycerskiego z XIV w. Zamek wzniesiony na miejscu grodu z XII w. był własnością kolejno Tęczyńskich i Tarnowskich; został zniszczony w XVI w. Zachowały się ślady murów na wzgórzu Zamczysko nad Nidą.

## Sport
- Gminny Klub Sportowy Strzelec Chroberz (piłka nożna, siatkówka, kolarstwo, badminton)[14].